# Нефротом
Нефротом — зачаток органів виділення у зародків хордових тварин. Кожний нефротом — парний метамерний утвір, розташований між спинним сегментом (сомітом) і несегментованою черевною частиною мезодерми. З нефрота розвиваються нирки, їхні протоки і сім'явивідний канал.
У більш ранніх уявленнях про біологію нирки нефротом був ділянкою мезодерми, що породжує пронефрос і, зрештою, решту нирки. Старі тексти описують пронефрос як формування через злиття множинних нефротомів.